# Petra Fritzenwanker
Petra Fritzenwanker (* in den 1960er-Jahren in der DDR) ist eine ehemalige deutsche Schauspielerin.

## Leben
Petra Fritzenwanker wuchs in der DDR auf.
Im Jahr 1983 wurde sie bei einem Casting unter vielen Bewerberinnen für die weibliche Hauptrolle der Steffi Fiedler in dem Film Das Puppenheim in Pinnow ausgesucht. Dort spielte sie an der Seite von Walter Plathe, mit dem sie zwei Jahre später in einer Folge der Serie Treffpunkt Flughafen nochmals vor der Kamera stand. Danach spielte sie noch in dem Film Das Gesellenstück eine der Hauptrollen. Fritzenwanker, die nie eine professionelle Schauspielausbildung absolvierte, zog sich danach aus der Filmbranche zurück und war anschließend nicht mehr als Schauspielerin vor der Kamera tätig.

## Filmografie
- 1984: Das Puppenheim in Pinnow
- 1986: Treffpunkt Flughafen (Fernsehserie, Folge 1: Landeanflug)
- 1986: Das Gesellenstück